# Antimoniure
Cet article concerne les composés chimiques. Pour les minéraux, voir Antimoniure (minéral).
Un antimoniure est un composé de l'antimoine avec des éléments plus électropositifs. L'anion Sb3− est appelé ion antimoniure. 
Certains antimoniures sont semi-conducteurs, par exemple ceux du groupe du bore tels que l'antimoniure d'indium (InSb). Beaucoup d'antimoniures sont inflammables ou décomposés par l'oxygène lorsqu'ils sont chauffés puisque l'ion antimoniure est un agent réducteur.